# كيني آدمسون
كيني آدمسون (بالإنجليزية: Kenny Adamson)‏ (21 أغسطس 1988 بدنفيرملين في المملكة المتحدة - ) هو لاعب كرة قدم بريطاني في مركز الدفاع. لعب مع نادي كاودينبيث لكرة القدم ونادي ليفينغستون لكرة القدم.

## وصلات خارجية
- كيني آدمسون على موقع قاعدة بيانات كرة القدم.إي يو (الإنجليزية)
- كيني آدمسون على موقع Soccerbase.com (لاعب) (الإنجليزية)
- كيني آدمسون على موقع Soccerway.com (الإنجليزية)